# Монте Роза (масив)
Монте Роза (на италиански massiccio del Monte Rosa; на немски Monte Rosa-Massiv; на френски massif du Mont Rose) е планински масив, разположен на италианско-швейцарската граница в източната част на Пенинските Алпи. Тук се издига най-високият връх на тази част на Алпите Дюфур (Дюфуршпице) - 4634 м. По този начин масивът е втори по височина след Монбланския масив. По него минава вододелът между долините на Рона и По. От подножието му извират няколко значителни реки - Сезия (приток на По), Анца (приток на Точе) и Лис (приток на Дора Балтеа). От северната част започват двата начални притока на река Фисп - Матер-Фисп и Засер-Фисп. Тук се намира и големият ледник Горнер, към който се спускат десетина по-малки ледници.

## Име
Масивът носи само италианско име - няма немско, въпреки че върховете имат немски названия. Най-високият връх се е наричал Горнерхорн, а днес е с име, което звучи френско - Дюфур, на швейцарския генерал Гийом-Анри Дюфур. Името Монте Роза означава „розовата планина“, но всъщност това е неправилно. Коренът на думата Rosa идва от начинът, по който местното население в долината на Аоста (от френско-провансалски произход) нарича ледниците - Rouése.

## Описание
Масивът е сравнително компактно възвишение, което сe издига на 2000 м. над долините на север и на 1500 м над долините на юг. Има четири страни - поради извитата като дъга форма на билото три от тях са от италианска страна и една от швейцарска. На дължина е 14 км, на ширина - 25 км. Площта му е близо 200 кв. км. Тринадесет от неговите върхове имат 4000 м надморска височина и са известни алпинистки обекти. Достъпът обикновено е от градчето Цермат в Швейцария, над което е построена специална хижа или от Алания Валсезия от юг. Забележителният начин, по който масивът се е надвесил над южните си подножия предизвиква интереса на учените от времето на Леонардо да Винчи. Към края на ХVІІІ в. известният ентусиаст Бенедикт дьо Сосюр също се опитва да го изследва. Първото изкачване на най-високия връх е на 1 август 1855 г. от осем алпинисти.

## TMR
Днес обиколката на масива, известна като TMR (Tour Monte Rosa) е сред най-известните трекинг маршрути на Алпите. Тя е част от „високия път“ Шамони-Цермат и има обща денивелация 13 000 м. Прави се за десет дни. Оценявана е от специалистите като опасна, но не твърде трудна.

## Върхове
Шест върха се издигат на повече от 4500 м.
| Връх               | Височина (м) | Височина (м) |
| ------------------ | ------------ | ------------ |
| Дюфур (Дюфуршпице) | 4 634 м      |              |
| Дюнан (Дюнаншпице) | 4 632 м      |              |
| Гренцгипфел        | 4 618 м      |              |
| Норденд            | 4 609 м      |              |
| Цумщайншпице       | 4 563м       |              |
| Зигналкупе         | 4 554 м      |              |